# Əliağalı
Əliağalı est un village situé dans le raion d'Agdam en Azerbaïdjan.

## Géographie
Le village est situé dans la vallée du Xaçınçay, à 15 km au nord-ouest d'Agdam.

## Histoire
Situé hors de l'oblast autonome du Haut-Karabagh à l'époque soviétique, le village, rebaptisé Hovtashen (en arménien : Հովտաշեն), passe sous contrôle arménien lors de la première guerre du Haut-Karabagh et est administré dans le cadre de la région de Martakert de la république du Haut-Karabagh. La population s'élevait à 246 habitants en 2005.
Le 20 novembre 2020, conformément à l'accord de cessez-le-feu mettant fin à la deuxième guerre du Haut-Karabagh, le raion d'Agdam, auquel appartient le village, est restitué à l'Azerbaïdjan.